# The Boys in the Band
Pour plus de détails, voir Fiche technique et Distribution.
The Boys in the Band est une comédie dramatique réalisée par Joe Mantello, sortie en 2020. Il s'agit, comme la version de 1970 de William Friedkin, de l'adaptation de la pièce de théâtre du même nom présentée à Broadway et produite par Mart Crowley,

## Synopsis
Un groupe d'hommes homosexuels se rencontre à l'occasion d'une fête d'anniversaire à New York City.

## Fiche technique
Sauf indication contraire, les informations mentionnées dans cette section peuvent être confirmées par la base de données cinématographiques IMDb,  présente dans la section « Liens externes ».
- Titre original : The Boys in the Band
- Réalisation : Joe Mantello
- Scénario : Mart Crowley et Ned Martel, d'après la pièce de théâtre du même nom de Mart Crowley
- Direction artistique : Kiel Gookin, Annie Simeone et Alexander Wei
- Décors : Judy Becker
- Photographie : Bill Pope
- Montage : Adriaan van Zyl
- Production : Ned Martel, Ryan Murphy et David Stone
- Société de production : Ryan Murphy Productions
- Société de distribution : Netflix
- Pays d’origine :  États-Unis
- Langue originale : anglais
- Format : couleur
- Genre : comédie dramatique
- Durée : 121 minutes
- Date de sortie :
  - Monde : 30 septembre 2020 sur Netflix

## Distribution
- Jim Parsons (VF : Fabrice Fara) : Michael
- Zachary Quinto (VF : Adrien Antoine) : Harold
- Matt Bomer (VF : Jérémy Bardeau) : Donald
- Andrew Rannells (VF : Damien Ferrette) : Lary
- Charles Carver (VF : Alexandre Nguyen) : Cowboy
- Robin de Jesús (en) (VF : Diouc Koma) : Emory
- Brian Hutchison (VF : Guy Chapellier) : Alan McCarthy
- Tuc Watkins (VF : Philippe Vincent) : Hank
- Michael Benjamin Washington (VF : Jean-Baptiste Anoumon) : Bernard

## Production

### Développement
Le 17 avril 2019, Ryan Murphy annonce la production du film sur son compte Instagram. Le film est basé sur la pièce de théâtre du même nom, qui se déroule à Broadway en 1968. Il est diffusé sur la plateforme Netflix, à la suite d'un accord de production signé entre Ryan Murphy et Netflix en 2018.

### Attribution des rôles
Le 17 avril 2019, lors de l'annonce de la production du film, Ryan Murphy annonce sur son compte Instagram que Jim Parsons, Zachary Quinto, Matt Bomer, Andrew Rannells, Charlie Carver, Robin de Jesús, Brian Hutchison, Tuc Watkins et Michael Benjamin Washington seront à la tête d'affiche du film.

### Tournage
Le tournage a eu lieu pendant l’été 2019[réf. nécessaire].